# ポイント・ツー・ポイント
ポイント・ツー・ポイント（英: point-to-point）とは、ある点ともう1つの点をつなぐことを意味し、電気通信では2つの端点（通常はホストコンピュータ）だけを接続することを指す。
P2P、Pt2Pt などと表記することもあるが、Peer to Peer ファイル共有ネットワークを指す P2P とは異なる。
類似の用語としてポイント・ツー・マルチポイントがあるが、こちらは放送やダウンリンクを指す用語である。

## 基本的なポイント・ツー・ポイントのデータリンク
最も古典的なポイント・ツー・ポイントのデータリンクは、2つの端点だけを接続する通信媒体であり、データをパケット化しない。両端のホストコンピュータが転送されるデータのフォーマットを完全に制御する。コンピュータと通信媒体との間のコネクションは、RS-232かそれに類する方式で実装されている。近接するコンピュータ間では、それぞれのインタフェースカードの間を直接結線することもある。
距離がある場合、各端点にはモデムが配置され、アナログ通信信号とデジタルデータストリームの変換を行う。電気通信事業者の持つ専用電話回線を使う場合、これを専用線などと呼ぶ。ARPANETは、Interface Message Processor と呼ばれるパケット通信ノードの間をポイント・ツー・ポイントのデータリンクで接続して構成していたが、その個々のデータリンクは専用線を利用していた。

## 最近のポイント・ツー・ポイントのリンク
2003年現在、ポイント・ツー・ポイント通信という言葉は、インターネットでの無線データ通信や数GHzの周波数帯でのVoIPを指すこともある。レーザーを使った電気通信を指すこともあるが、いずれの場合も通信媒体が直線的で、送信機から受信機にビームのように発せられる場合を指している。
これらの通信信号は一般に双方向であり、時分割多元接続 (TDMA) などの多元接続であることが多い。
ハブ(シェアードハブ)はマルチポイント接続機器であり、全帯域幅を接続しているノードに分割して割り当てている。これに対して、スイッチングハブはマイクロセグメンテーションによって複数のポイント・ツー・ポイント接続を構成する機器であり、各クライアントノードに専用の回線を用意しているようなもので、ノード数が増加しても性能が落ちない。